# Fennellia monodii
Fennellia monodii är en svampart som beskrevs av Locq.-Lin. 1990. Fennellia monodii ingår i släktet Fennellia och familjen Trichocomaceae.   Inga underarter finns listade i Catalogue of Life.